# Vorzugsstimme
Als Vorzugsstimme wird bei einem Verhältniswahlsystem eine weitere Stimme des Wählers bezeichnet, die, zusätzlich zur Stimme für eine Partei, für einen Kandidaten dieser Partei abgegeben werden kann. Dieser Kandidat wird unter festgelegten Kriterien bei der Zuordnung der Mandate vorgereiht („vorgezogen“). Vorzugsstimmen finden sich in Österreich bei der Wahl zum Nationalrat, in Japan bei der Wahl eines Teiles des Oberhauses, in den Niederlanden bei der Wahl der Zweiten Kammer des Parlaments, in Hamburg und Bremen bei den Bürgerschaftswahlen sowie in mehreren EU-Staaten bei der Europawahl (d. h. der Wahl zum Europäischen Parlament).
Die Systeme unterscheiden sich nach Höhe der Relevanzschwelle, ab der eine Vorzugsstimme überhaupt berücksichtigt wird.
Ein Kandidat kann trotz Überschreiten dieser Schwelle kein Mandat erhalten, wenn die Partei nicht ausreichend Mandate erhält. Umgekehrt kann es sein, dass einem Kandidaten auf Grund der Menge der Vorzugsstimmen ein Mandat zusteht, dies aber keine Relevanz hat, da er dies auch auf Grund der Reihung seines Listenplatzes erhalten würde.
Liegt die Schwelle, wie in Österreich, sehr hoch, so kommen nur selten Kandidaten zum Zug und betreiben daher üblicherweise eine Vorzugsstimmenkampagne. Bei keiner oder sehr niedriger Schwelle, wenn praktisch alle Kandidaten diese überschreiten, entscheidet nicht die Parteiliste, sondern alleine die Vorzugsstimme über die Zuordnung der Mandate zu Kandidaten.
Die Vorzugsstimme ist zu unterscheiden von der Ersatzstimme. Die Ersatzstimme bezieht sich auf eine weitere Präferenz, falls die erste Präferenz der Wählers nicht zum Erfolg führt. Die Vorzugsstimme ist auch von der Vorzugswahl (auch Präferenzwahl genannt) zu unterscheiden.

## Situation in Österreich
Bei Wahlen zum österreichischen Nationalrat oder zum Europaparlament in Österreich hat jeder Wähler die Möglichkeit, zusätzlich zu seiner Stimme für eine Partei eine Person zu wählen. Es wird der Name der Person handschriftlich unter die gewählte politische Partei geschrieben oder, falls die Liste auf dem Wahlzettel aufgedruckt ist, diese Person angekreuzt. Es kommen nur Personen in Frage, die auf der Parteiliste der gewählten Partei für den jeweiligen Wahlkreis stehen. Der Zweck dieser Regelung ist
- die Möglichkeit, Umreihungen auf der gewählten Parteiliste zu ermöglichen, und
- die Stärkung der persönlichen Bindungen zwischen Wahlkreis und Abgeordneten.

Mit Hilfe eines Vorzugsstimmen-Wahlkampfes können Kandidaten auf aussichtslosen Listenplätzen den Sprung ins Parlament schaffen. Dies gelang 1983 dem linken Parteiflügel der SPÖ zugehörigen damaligen Aktivisten und späteren Klubobmann Josef Cap sowie bei den Europawahlen 2004 dem rechtsnationalen Publizisten Andreas Mölzer für die FPÖ. Um eine Blamage zu vermeiden, betreiben Spitzenkandidaten und andere Kandidaten auf aussichtsreichen Plätzen häufig ebenfalls Vorzugsstimmenwahlkämpfe, sodass eine tatsächliche Umreihung sehr selten vorkommt.
Seit der Wahl zum Nationalrat 2013 können Vorzugsstimmen auf den drei Ebenen – Regionalwahlkreis, Landeswahlkreis, Bundeswahlvorschlag – unabhängig voneinander vergeben werden. Ein Kandidat ist im Bundeswahlvorschlag enthalten und kann zusätzlich auch noch in einem Landeswahlkreis und/oder in einem Regionalwahlkreis kandidieren. Die Relevanzschwellen sind unterschiedlich auf den Ebenen:
| Ebene              | Relevanzschwelle | Anmerkung |
| ------------------ | --- | --- |
| Regionalwahlkreise | mindestens 14 % der gültigen Stimmen für die Partei des Kandidaten in diesem Regionalwahlkreis                                          | Zuweisung der Mandate an die Regionalbewerber der Regionalparteilisten nach Maßgabe der Vorzugsstimmen, Reihung der nicht gewählten Regionalbewerber, § 98 (3) |
| Landeswahlkreise   | mindestens 10 % der gültigen Stimmen für die Partei des Kandidaten in diesem Landeswahlkreis oder so viele wie der Wahlzahl entsprechen | Zuweisung der Mandate an die Bewerber der Landesparteilisten nach Maßgabe der Vorzugsstimmen, Reihung der nicht gewählten Bewerber, § 102 (3)                  |
| Bundesgebiet       | mindestens 7 % der gültigen Stimmen für die Partei des Kandidaten                                                                       | Zuweisung an die Bewerber, Niederschrift, Verlautbarung, § 108 (2)                                                                                             |

Für alle drei Ebenen gilt:
- Die Partei muss in dem jeweiligen Wahlkreis ausreichend Mandate erhalten haben.
- Bei mehreren Kandidaten, die die Relevanzschwelle erreicht oder überschritten haben, erfolgt die Reihung zuerst nach Anzahl der Vorzugsstimmen und anschließend nach der Position auf der Parteiliste des jeweiligen Wahlkreises.

In Regionalwahlkreisen mit wenigen Mandaten ist es schwieriger bis unmöglich, eine Vorzugsstimme zu erhalten. Zum Beispiel ist dem Regionalwahlkreis Osttirol lediglich ein Grundmandat zugeordnet, das seit der Einführung dieses Regionalwahlkreises noch von keiner Partei gewonnen werden konnte.
Abweichende Vorzugsstimmensysteme durch interne Regelungen
In Abweichung zu den gesetzlichen Regelungen besteht teils die Praxis, auf Grundlage parteiinterner Regelungen – konkreter zivilrechtlicher Übereinkünfte zwischen den Kandidaten – striktere Vorzugsstimmensysteme umzusetzen. So kommen etwa Vorzugsstimmensysteme ohne jegliche Relevanzschwelle („absolutes Vorzugsstimmensystem“) oder aber mit abweichenden Regelungen, etwa einer Halbierung der gesetzlichen Vorgaben, zur Anwendung. Die prinzipielle rechtliche Durchsetzbarkeit von abweichenden Vereinbarungen zu Vorzugsstimmen scheint rechtlich unsicher und wird bezweifelt. Dennoch finden derartige Systeme – nicht zuletzt aufgrund eines vermuteten Mobilisierungseffektes – wiederholt Anwendung.
Kritisiert rund um derartige Vorzugsstimmenmodelle wird unter anderem der Umstand, dass sich derartige Wahlkämpfe stärker auf die bereits feststehende eigene Wählerschaft richten und Kandidaten in der Regel selbst für die Führung des Vorzugsstimmenwahlkampfes aufzukommen haben, was zu einem finanziellen Wettbewerb und zudem einer Abwälzung von Teilen der Wahlkampfkosten auf Kandidaten führt. Ebenfalls kritisiert wird der hohe Aufwand in der Auszählung sowie die Problematik einer langfristigen Schädigung der Organisation durch einen wiederholten direkten Wettbewerb zahlreicher Kandidaten gegeneinander.

## Situation in Deutschland
In Deutschland kann die Erststimme bei der Bundestagswahl als eine Vorzugsstimme angesehen werden, da im Wahlkreis Gewählte den Listenbewerbern bei der Zuteilung von Mandaten stets vorgehen. Allerdings kann mit der Erststimme nicht zwischen mehreren Kandidaten ein und derselben Partei entschieden werden.

## Voorkeurstemin den Niederlanden
Auch in den Niederlanden besteht für Kandidaten auf hinteren Listenplätzen die Möglichkeit, ins Parlament gewählt zu werden; dies geschieht durch die sogenannten Voorkeurstemmen. Die Wahl der Zweiten Kammer erfolgt als Listenwahl mit Elementen der Persönlichkeitswahl. Die Parteien stellen im Vorfeld der Wahl Listen auf, die Wähler geben bei der Wahl einem Kandidaten ihre Stimme und wählen damit die entsprechende Partei. In der Regel erhält der Spitzenkandidat (Lijsttrekker), der im Wahlkampf seine Partei verkörpert, die weitaus größte Zahl der Stimmen. Alle für andere Kandidaten abgegebenen Stimmen werden als Voorkeurstemmen bezeichnet, sie gelten jeweils nicht nur der Partei, sondern auch der Person, die vielleicht bestimmte Gruppen repräsentiert oder über besondere Qualitäten verfügt. Die Parlamentssitze werden gleichwohl auf die Parteien in der Reihenfolge der Listenplätze verteilt. Einfluss auf die Zusammensetzung der Fraktion haben die Voorkeurstemmen nur, wenn folgende Bedingungen erfüllt sind:
- jemand vereinigt auf sich mehr Stimmen als jemand auf den normalerweise für die Sitzzuteilung in Frage kommenden Listenplätzen,
- diese Person erhält gleichzeitig eine Stimmenzahl, die mindestens 25 % des sogenannten Kiesdelers ausmacht, d. h. der für einen Sitz mindestens notwendigen Stimmen (Zahl der insgesamt gültigen Stimmen geteilt durch die Anzahl der zu vergebenden Sitze – derzeit 150).

Bis 1998 galt sogar eine Mindestanforderung von 50 % des Kiesdelers. Bis zur Wahl 2021 ist es 19 Bewerbern gelungen, auf diesem Weg von einem ungünstigen Platz ins Parlament zu kommen, davon nur insgesamt zwölf bei den Wahlen von 1959 bis 2012, vier bei der Wahl 2017 und drei bei der Wahl 2021.

## Verhältniswahlmandate im japanischen Oberhaus
Im Sangiin („Rätekammer“), dem Oberhaus des nationalen japanischen Parlaments, werden 96 der insgesamt 242 Abgeordneten durch eine 1983 eingeführte Verhältniswahl bestimmt. Dabei existiert seit der Sangiin-Wahl 2001 eine Vorzugsstimme: Anstelle eines Parteinamens kann ein Wähler den Namen eines einzelnen Verhältniswahlkandidaten auf den Stimmzettel schreiben. Die Stimme zählt dann sowohl für die Partei bei der Verteilung der Verhältniswahlmandate insgesamt als auch für den Kandidaten bei der Bestimmung der Reihenfolge auf der Parteiliste. Die Zahl der Vorzugsstimmen entscheidet ohne Quorum alleine über die Reihenfolge der Listenkandidaten einer Partei einschließlich potentieller Nachrücker.